# Badlesmere
Badlesmere es una parroquia civil situada en el distrito de Swale, en Kent (Inglaterra). Según el censo de 2021, tiene una población de 120 habitantes.

## Demografía
Según el censo de 2001, en ese momento Badlesmere tenía 111 habitantes (45,95% varones, 54,05% mujeres) y una densidad de población de 28,32 hab/km². El 18,92% eran menores de 16 años, el 72,97% tenían entre 16 y 74 y el 8,11% eran mayores de 74. La media de edad era de 38,85 años. Del total de habitantes con 16 o más años, el 20% estaban solteros, el 63,33% casados y el 16,67% divorciados o viudos.
El 94,64% de los habitantes eran originarios del Reino Unido. El resto de países europeos englobaban al 2,68% de la población, mientras que el 2,68% había nacido en cualquier otro lugar. Según su grupo étnico, el 93,81% eran blancos, el 3,54% mestizos y el 2,65% de cualquier otro salvo asiáticos, negros y chinos. El cristianismo era profesado por el 82,14% y el budismo por el 2,68%, mientras que el 10,71% no eran religiosos y el 4,46% no marcaron ninguna opción en el censo.
Un total de 49 habitantes eran económicamente activos, todos ellos empleados. Había 47 hogares con residentes, 3 vacíos y 3 eran alojamientos vacacionales o segundas residencias.